# Bactrocera bancroftii
Bactrocera bancroftii är en tvåvingeart som först beskrevs av Tryon 1927.  Bactrocera bancroftii ingår i släktet Bactrocera och familjen borrflugor. Inga underarter finns listade.